# Дионисий Периегет
Дионисий Периегет (лат. Dionysius Periegetes; II век) — древнегреческий географ из Александрии. Автор землеописания «Periegeses», составленного в 124 году н. э. в форме путевых заметок и переведённого на латинский язык Присцианом. 

## Научная деятельность
Дионисий написал сочинение из 1187-и гекзаметров — описание земли «Periegesis», в котором описал (по Эратосфену) все известные в его время моря и земли. Это сочинение много раз комментировалось Руфом Фестом Авиеном в IV в. и др. авторами.В Средние века это сочинение стало школьным учебником. 

## Издания
Новейшие издания:
- К. Мюллер. «Geographi graeci minores». — Париж, 1861.
- Вешери. «De Bospori navigatione quae supersunt», 1874.

### Русский перевод
- Вестник древней истории, № 4/2005, № 1, 2/2006. Перевод, вступительная статья и комментарии Е. В. Илюшечкиной Архивная копия от 23 января 2015 на Wayback Machine.